# Conophytum halenbergense
Conophytum halenbergense är en isörtsväxtart som först beskrevs av Moritz Kurt Dinter och Schwant., och fick sitt nu gällande namn av Nicholas Edward Brown. Conophytum halenbergense ingår i släktet Conophytum, och familjen isörtsväxter. Inga underarter finns listade i Catalogue of Life.